# Mikroregion Manhuaçu

Mikroregion Manhuaçu

Mikroregion Manhuaçu – mikroregion w brazylijskim stanie Minas Gerais należący do mezoregionu Zona da Mata.

## Gminy
- Abre-Campo
- Alto Caparaó
- Alto Jequitibá
- Caparaó
- Caputira
- Chalé
- Durandé
- Lajinha
- Luisburgo
- Manhuaçu
- Manhumirim
- Martins Soares
- Matipó
- Pedra Bonita
- Reduto
- Santa Margarida
- Santana do Manhuaçu
- São João do Manhuaçu
- São José do Mantimento
- Simonésia